# Tricorne de Marans
Le Tricorne de Marans est un fromage français à pâte molle produit dans le département de la Charente-Maritime. Fabriqué à base de lait cru de brebis, parfois à base de lait de chèvre et plus rarement de vache, il peut se consommer frais ou affiné. Moulé dans des faisselles triangulaires en bois (d'où son nom), c'est une spécialité de la ville de Marans.
Un ancêtre de ce fromage est mentionné dans des écrits du XVIIe siècle sous le nom de « Trébêche », « Sableau » ou « Trois-Cornes ». D'une épaisseur de trois centimètres pour un poids d'environ 180 à 200 grammes, il se présente sous la forme d'un triangle couvert d'une croûte blanche ou ivoire. Il contient de 45 à 50 % de matière grasse. Frais, il peut se consommer accompagné d'aillet, d'ail frais et/ou de fines herbes ; affiné, il se consomme tel quel.
Son procédé de fabrication reste traditionnel. Le lait est ensemencé avec du sérum de la veille, auquel on ajoute de la présure. Égoutté pendant une durée d'au moins 48 heures (retourné une fois), il est ensuite salé sur les deux faces. Une partie de la production est vendue sous cette forme, le reste est affiné en caves pendant au moins trois semaines. 